# Primera inundación de San Marcelo
La Primera Inundación de San Marcelo tuvo lugar el día miércoles 16 de enero de 1219, en el día de celebración de la fiesta de San Marcelo I,  papa. Esta tormenta fue particularmente desastrosa, porque después de la tormenta se generó una marejada ciclónica que rompió varios diques. De esa manera se inundó gran parte del norte de los Países Bajos y la región de Zuiderzee. Se ahogaron unas 36 000 personas, principalmente en el oeste de Frisia y Groninga (actuales provincias en el norte de los Países Bajos).
En solo 50 años sucedieron cuatro grandes inundaciones ―la Inundación de los Santos (1170), la Inundación de San Nicolás (1196) y la inundación de 1214 y esta Primera Inundación de San Marcelo (1219)― dieron lugar a dos grandes mares interiores en los Países Bajos: el Zuiderzee y el mar de Frisia (entonces más reducido, formando la parte sur del mar de Frisia actual).